# Damien Robin
Damien Robin (* 5. Juni 1989 in Vierzon) ist ein französischer Fußballspieler.

## Karriere
Robin begann das Fußballspielen bei zwei Vereinen in seiner Geburtsstadt Vierzon. Von dort aus wechselte er zum Clermont Foot, wo er ab 2009 im Profikader stand. Am 23. Oktober desselben Jahres konnte er beim 2:1 gegen den OC Vannes sein Zweitligadebüt feiern, bei dem er direkt über 90 Minuten spielte. Nachdem dies sein einziger Einsatz in der Spielzeit geblieben war, kam er in der Saison 2010/11 mit zwei absolvierten Partien nicht wesentlich darüber hinaus. Nach einer Spielzeit ohne einen einzigen Einsatz wurde 2012 sein Vertrag nicht verlängert. Ein Jahr darauf schloss er sich dem Fünftligisten Bourges 18 an.